# Sydney Bufton
Sydney Osborne Bufton (bisweilen auch Sidney) CB, DFC, FRAeS (* 12. Januar 1908; † 29. März 1993) war ein britischer Offizier der Royal Air Force, zuletzt Air Vice-Marshal, der unter anderem im Zweiten Weltkrieg als Director of Bombing Operations im Air Ministry und später als Assistant Chief of the Air Staff (Intelligence) fungierte.

## Leben
Bufton trat 1927 in die RAF ein und absolvierte sein Flugtraining in der No. 4 Flying Training Squadron. Als Pilot Officer wurde er im Dezember 1928 der No. 100 Squadron zugeteilt. Er absolvierte 1930 die Central Flying School in Upavon und wurde dann Ausbilder (Qualified Flying Instructor) in der No. 5 Flying Training Squadron. Im folgenden Jahr absolvierte er einen Kurs als Flugmechaniker. In den 1930er Jahren machte er sich auch einen Namen als Hockey-Spieler und kam mehrmals für die walisische Nationalmannschaft zum Einsatz. 1936 kam er in den Stab des Directorate of Training und wurde 1937 zum Squadron Leader befördert. Ab Januar 1939 besuchte er das RAF Staff College Andover.
Im beginnenden Zweiten Weltkrieg hatte Bufton zunächst eine Stelle im Stab der Advanced Air Striking Force auf dem Kontinent. Nach der Niederlage Frankreichs 1940 übernahm er im Juli die Führung der No. 10 Squadron, ausgerüstet mit zweimotorigen Armstrong Whitworth Whitleys. Im März 1941 übernahm er die erste Staffel mit viermotorigen Handley Page Halifaxes, die No. 76 Squadron. Später im selben Jahr wurde er Kommandant des Stützpunktes RAF Pocklington und im November schließlich Deputy Director of Bomber Operations im Range eines Wing Commander. Im März 1942 schlug er – basierend auf eigenen Erfahrungen als Staffelkapitän – die Aufstellung einer gesonderten Zielmarkierungseinheit vor, was der Befehlshaber des Bomber Command Arthur Harris zunächst ablehnte. Intensive Überzeugungsarbeit im Ministerium und bei den Kommandeuren im Bomber Command führte dann im August 1942 zur Aufstellung einer Pathfinder Force, die sich als wirksames Mittel zur Verbesserung der Zielgenauigkeit erwies. Bufton verblieb anderthalb Jahre auf diesem Posten, bevor er im März 1943 John Baker als Director of Bombing Operations im Range eines Air Commodore nachfolgte. Sein Verhältnis zu Harris blieb weiterhin gespannt, obwohl er dem Chef des Luftstabs, Charles Portal, als er von diesem im Januar 1944 um seine Meinung gebeten wurde, empfahl, Harris auf seinem Posten zu belassen. Bufton spielte eine wichtige Rolle bei der Entwicklung der Pläne für und der Koordinierung der Combined Bomber Offensive mit den amerikanischen Alliierten. Ab Oktober 1944 leitete er das Combined Strategic Targets Committee. Er befürwortete die Angriffe der Amerikaner auf Schlüsselziele der deutschen Kriegswirtschaft und des Transportwesens, während der auf Flächenbombardements vertrauende Harris sie ablehnte. In den letzten Kriegsmonaten ging Bufton sogar dazu über, Harris’ Flächenangriffskonzept insgesamt in Frage zu stellen, so seien die verheerenden Angriffe auf Hamburg vom Sommer 1943 vom Blickpunkt der wirtschaftlichen Schwächung und Demoralisierung der Deutschen eher eine Niederlage als ein Sieg gewesen.
Nach dem Kriegsende wurde Bufton zunächst als Kommandeur einer Gruppe nach Ägypten versetzt und besuchte ab 1946 das Imperial Defence College. Im Folgejahr wurde er Kommandant des Central Bomber Establishment und 1948 Deputy Chief of Staff (Operations/Plans), HQ Air Forces Western Europe. 1951 wurde er Director of Weapons und 1952 leitender Verwaltungsoffizier im Hauptquartier des Bomber Command. Im Oktober 1953 wurde er Kommandeur (Air Officer Commanding) der britischen Streitkräfte in Aden. Nach zwei Jahren auf diesem Posten kehrte er als Senior Air Staff Officer ins Hauptquartier des Bomber Command zurück. Buftons letzter Posten war der des Assistant Chief of Staff (Intelligence) im Air Staff ab August 1958, bevor er 1961 im Range eines Air Vice-Marshal pensioniert wurde.
Im Ruhestand wurde Bufton Mitarbeiter des Unternehmens Radionic Ltd., dem er bis 1970 angehörte und in dem er bis zum Managing Director aufstieg. Ab 1967 war er auch High Sheriff von Radnorshire.